# Noël Bissot
Pour les articles homonymes, voir Bissot.
Noël Bissot, né le 17 décembre 1916 à Ensival (province de Liège) et mort le 8 août 1972 à Verviers (province de Liège), est un auteur de bande dessinée belge.

## Biographie

### Enfance et formation
Noël Bissot naît le 17 décembre 1916 à Ensival. Attiré par les arts dès son plus jeune âge, Noël Bissot étudie à l'École des Arts décoratifs après avoir rencontré le sculpteur Marcel Ladril.

### Carrière
Après la Deuxième Guerre mondiale, Noël Bissot nourrit sa famille par le commerce (il sera marchand de lait toute sa vie) tout en développant son art, la sculpture. Il participe régulièrement à des expositions de sculpture où il présente des œuvres qualifiées de « tourmentées, volontaires et inquiètes »[Par qui ?].
Ayant rencontré Jacques Martin et Raymond Macherot, Noël Bissot, tout en continuant la sculpture, s'oriente vers la bande dessinée. Il publie sa première planche dans La Dernière Heure.
En 1956, Noël Bissot entame les aventures de Coccinelle, un trappeur canadien dans la série Dessin animé en Tintincolor dans le Journal Tintin, et il publie également dans Junior.
En 1959, Noël Bissot commence à travailler pour l'hebdomadaire Spirou où il fait la connaissance de Paul Deliège et de René Hausman. Il y publiera plusieurs mini-récits.
À partir de 1961, Noël Bissot crée plusieurs séries pour ces mini-récits :
Le Baron ; Youk et Yak ; Picrate et Croquemitron.
En 1972, peu avant son décès, Noël Bissot crée Croquemitron dont la brève existence a surtout pour cadre les pages régulières de l'hebdomadaire Spirou (deux histoires en mini-récits, 4 récits courts et 11 gags).
Noël Bissot meurt le 8 août 1972 à Verviers, à l'âge de 55 ans.

## Parentèle
Noël Bissot est le grand-père maternel de Hugues Hausman.

## Publications

### Albums
- 1981 : Noël Bissot, Le Baron, Le Baron et Juju, Éditions Pepperland, 1981,recueil de 6 mini-récits.
- 2005 : Noël Bissot, Le Baron, vol. 1 : Le Miracle de la gourde, Éditions Taupinambour, coll. « BD Retrouvées », 2005
- 2005 : Noël Bissot, Le Baron, vol. 2 : Deux bons petits diables, Éditions Taupinambour, coll. « BD Retrouvées », 2005
- 2005 : Noël Bissot, Le Baron, vol. 3 : Potron et Minet alchimistes, Éditions Taupinambour, coll. « BD Retrouvées », 2005
- 2005 : Noël Bissot, Le Baron, vol. 4 : Potron et Minet astrologues, Éditions Taupinambour, coll. « BD Retrouvées », 2005
- 2005 : Noël Bissot, Le Baron, vol. 5 : Potron et Minet prestidigitateurs, Éditions Taupinambour, coll. « BD Retrouvées », 2005

### Collections publiques
38 œuvres de cet artiste sont conservées au Centre belge de la bande dessinée et font partie du patrimoine mobilier de la région Bruxelles-Capitale.

## Postérité
Thierry Bellefroid dans son chapitre Comment montrer la bande dessinée se sert d'une planche du Baron en page 30 de l'ouvrage L'Âge d'or de la bande dessinée belge pour illustrer son propos.

#### Livres
: document utilisé comme source pour la rédaction de cet article.
- Jean Van Hamme, Introduction à la bande dessinée belge, Bruxelles, Bibliothèque royale de Belgique, 1968, 80 p., ill. ; 26 cm (lire en ligne), p. 7[catalogue] publié à l'occasion de l'exposition La bande dessinée en Belgique, Bibliothèque Albert Ier, [Bruxelles], du 29 juin au 25 août 1968.
- Jean-Louis Lechat, Un demi-siècle d’aventures t. 1 : 1946 - 1969, Bruxelles, Le Lombard, 19 septembre 1996, 238 p., ill. ; 31 cm (ISBN 9782803612154 et 2-8036-1215-1, OCLC 300125239, présentation en ligne), p. 113. .
- Jean Pirotte (dir.) et Luc Courtois, Du régional à l'universel. : L'imaginaire wallon dans la bande dessinée., Louvain-la-Neuve, Fondation wallonne Pierre-Marie et Jean-François Humblet, 1999, 310 p. (ISBN 978-2-9600072-3-7 et 2960007239, OCLC 1075833932), p. 206 lire sur Google Livres
- Jacques Fiérain, « Bissot, Noël », dans La BD dans les provinces de Liège, Namur et Luxembourg, Charleroi, Éd. l'Âge d'or, 2004, 112 p., ill. ; 31 cm (ISBN 9782960019698, OCLC 470388297, présentation en ligne), p. 10.
- Henri Filippini, « Bissot, Noël », dans Dictionnaire de la bande dessinée, Paris, Bordas, 2005, 912 p., ill. ; 27 cm (ISBN 978-2-0358-4331-9 et 2047299705, OCLC 1009545288, présentation en ligne), p. 708. .
- Sylvain Lesage, « Spirou, écurie d’auteurs : les éditeurs franco-belges et l’album, 1950-1990 », dans Publier la bande dessinée, Presses de l’enssib, 12 mars 2018 (ISBN 9782375460825, présentation en ligne), p. 18
- Philippe Mellot, Michel Denni, Laurent Turpin et Isabelle Morzadec, « Bissot (N.) », dans Trésors de la bande dessinée BDM 2021-2022 - Catalogue encyclopédique et Argus, Paris, Les Arènes, novembre 2020, 22e éd., ill. ; 23 cm (ISBN 9791037502582, présentation en ligne), p. 110, 248. .
- Jessica Kohn, Dessiner des petits mickeys : Une histoire sociale de la bande dessinée en France et en Belgique (1945-1968), Paris, Éditions de la Sorbonne, coll. « Histoire contemporaine », 26 mai 2022, 318 p., ill. ; 24 cm (ISBN 9791035107970, OCLC 1331516747, présentation en ligne).

#### Périodiques
- Thierry Martens, « Un enchanteur nous a quittés », Spirou, Dupuis, no 1835,‎ 14 juin 1973, p. 9.